# Thyrnau
Thyrnau est une commune d'Allemagne située en Basse-Bavière dans l'arrondissement de Passau. Elle comprend 4 201 habitants au 31 décembre 2008.

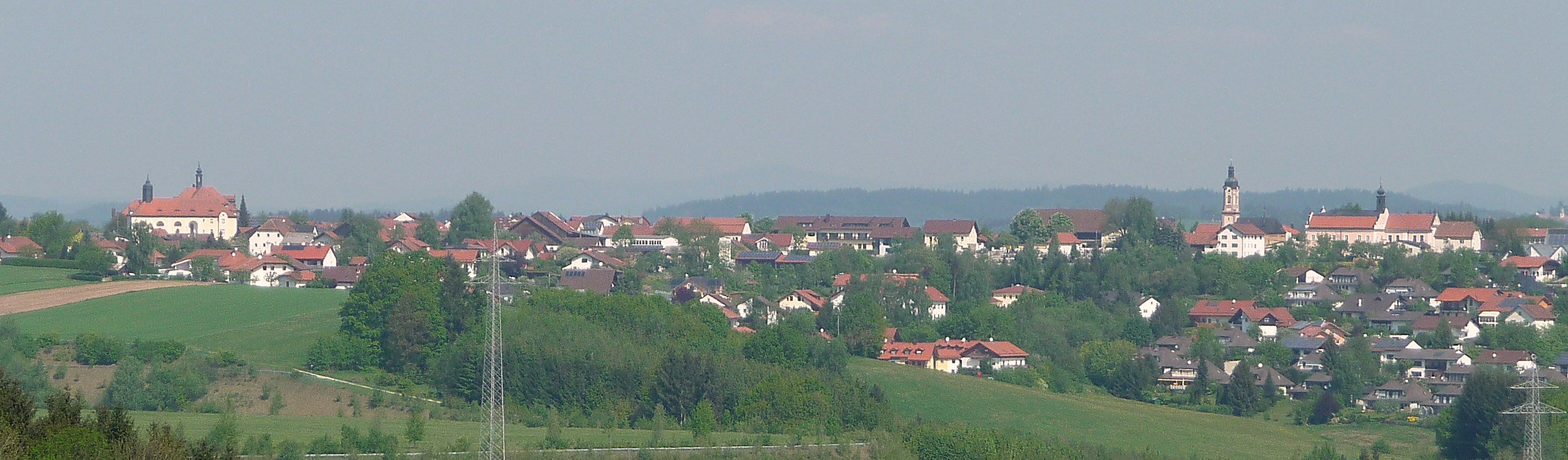
Vue de Thyrnau

## Géographie
Thyrnau est située au sud de la forêt de Bavière dans la vallée du Danube, à proximité de la Haute-Autriche. Elle est à 9 km au nord-est de Passau et à 8 km au sud-ouest de Hauzenberg.

## Histoire
L'endroit est habité depuis l'âge de la pierre. Le domaine appartient à l'abbaye de Niedernburg (de) depuis le règne d'Henri II du Saint-Empire au XIe siècle et se dénommait Turna, Tuna ou Tiena, puis plusieurs seigneurs se succèdent tout au long du Moyen Âge, dont certains, comme Achatius de Tyerna sont en lutte contre l'évêque local. Plusieurs variantes de son nom existent et celle de Thyrnau s'impose au XIXe siècle. Le domaine appartient au XVIe siècle aux barons de Schätzl. Ulrich von Schätzl construit un hospice en 1620 et le baron Johann Sebastian von Schätzl reçoit l'empereur Léopold Ier dans son pavillon de chasse en 1676.
Le prince-évêque Johann Philipp von Lamberg achète le domaine en 1692 et son successeur le prince-évêque Leopold Ernst von Firmian agrandit le château pour en faire un pavillon de chasse spacieux. Thyrnau accède au rang de paroisse en 1786. Thyrnau est sécularisé en 1803 et entre dans les possessions de la couronne de Bavière en 1805.
Les cisterciennes parties en 1901 de Vézelise en Lorraine acquièrent le château en 1902 pour y installer leur communauté qui prend le rang d'abbaye en 1925. C'est aujourd'hui l'abbaye de Thyrnau.

## Monuments
- Église Saint-François-Xavier de Thyrnau
- Chapelle Notre-Dame-de-Lorette de Thyrnau
- Abbaye de Thyrnau, ancien pavillon de chasse XVIIIe siècle